# 17 مارس
- السبت
- الأحد
- الاثنين
- الثلاثاء
- الأربعاء
- الخميس
- الجمعة

- 11 رمضان 1446  هـ
- 22 رمضان 1446  هـ
- 33 رمضان 1446  هـ
- 44 رمضان 1446  هـ
- 55 رمضان 1446  هـ
- 66 رمضان 1446  هـ
- 77 رمضان 1446  هـ
- 88 رمضان 1446  هـ
- 99 رمضان 1446  هـ
- 1010 رمضان 1446  هـ
- 1111 رمضان 1446  هـ
- 1212 رمضان 1446  هـ
- 1313 رمضان 1446  هـ
- 1414 رمضان 1446  هـ
- 1515 رمضان 1446  هـ
- 1616 رمضان 1446  هـ
- 1717 رمضان 1446  هـ
- 1818 رمضان 1446  هـ
- 1919 رمضان 1446  هـ
- 2020 رمضان 1446  هـ
- 2121 رمضان 1446  هـ
- 2222 رمضان 1446  هـ
- 2323 رمضان 1446  هـ
- 2424 رمضان 1446  هـ
- 2525 رمضان 1446  هـ
- 2626 رمضان 1446  هـ
- 2727 رمضان 1446  هـ
- 2828 رمضان 1446  هـ
- 2929 رمضان 1446  هـ
- 301 شوال 1446  هـ
- 312 شوال 1446  هـ
- 13 شوال 1446  هـ
- 24 شوال 1446  هـ
- 35 شوال 1446  هـ
- 46 شوال 1446  هـ

17 مارس أو 17 آذار أو يوم 17 \ 3 (اليوم السابع عشر من الشهر الثالث) هو اليوم السادس والسبعون (76) من السنة البسيطة، أو اليوم السابع والسبعون (77) من السنوات الكبيسة وفقًا للتقويم الميلادي الغربي (الغريغوري). يبقى بعده 289 يوما لانتهاء السنة.

## أحداث
- 1901 - نشوب معركة الصريف بين الشيخ عبد العزيز الرشيد وأهالي حائل وقبيلة شمر من جهة، وبين الشيخ مبارك الصباح والأمير عبد العزيز بن سعود وغالبية قبائل الجزيرة العربية من جهة أخرى.
- 1916 - إيطاليا تنضم إلى معاهدة سايكس بيكو الموقعة بين إنجلترا وفرنسا وروسيا.
- 1931 - أعمال شغب ثانية في اليابان قبل يومين من حدوث الانقلاب المخطط له، ولكن مرة أخرى فشل مثيرو الشغب في تحقيق هدفهم، عرفت هذه الأحداث بحادثة مارس.
- 1943 - قوات الحلفاء تستولي على مدينة قفصة التونسية وذلك بعد طرد القوات الألمانية منها أثناء الحرب العالمية الثانية.
- 1948 - فرنسا والمملكة المتحدة ودول بنلوكس يوقعون «اتفاقية بروكسل» في أول خطوة لتأسيس حلف شمال الأطلسي.
- 1959 - الدالاي لاما الرابع عشر يهرب من التبت إلى الهند وذلك بسبب ملاحقة الصينيين له.
- 1966 - عودة المركبة الفضائية «جمناي 8» التي أقلعت قبل يوم وعلى متنها رائدا الفضاء نيل آرمسترونغ وديفيد سكوت والتي نجحت في أول إرساء ناجح مع الصاروخ الفضائي أجينا.
- 1969 - انتخاب جولدا مائير رئيسة لوزراء إسرائيل، لتكون أول امرأة تتولى منصب رئيس وزراء فيها.
- 1989 - الحراس المسلمون للمسجد الأقصى يعثرون على كمية من القنابل داخل المسجد وضعتها جماعة يهودية لتستخدمها في تفجيره.
- 2000 - شركة فورد تشتري علامة لاند روفر من شركة بي إم دبليو للسيارات.
- 2003 - وزير الخارجية البريطاني روبن كوك يستقيل من منصبه وذلك بسبب رفضه الحرب على العراق.
- 2011 - مجلس الأمن الدولي يتبنى قرارًا يقضي بفرض حظر طيران فوق الأجواء الليبية عدا رحلات طائرات الإغاثة مع اتخاذ كافة التدابير الضرورية الأخرى لحماية المدنيين من قصف القوات الموالية للعقيد معمر القذافي، وذلك لمواجهة عمليات القصف التي تقوم بها القوات الحكومية لمواجهة الثورة المندلعة منذ 17 فبراير، وقد صوت على القرار الذي تبنته المملكة المتحدة وفرنسا والولايات المتحدة ولبنان 10 دول من الدول الأعضاء في المجلس، وامتنعت كل من روسيا والصين وألمانيا والبرازيل والهند عن التصويت.
- 2014 - بعد تمرير لاستفتاء الانفصال، جمهورية القرم تعلن استقلالها عن أوكرانيا وتبدأ عملية الانضمام إلى الاتحاد الروسي.
- 2015 - حزب الليكود الحاكم في إسرائيل بِقيادة بنيامين نتنياهو يفوز بِأغلبيَّة المقاعد في الكنيست عبر الانتخابات النيابيَّة لِسنة 2015.
- 2017 - ملك المغرب محمد السادس يُعين سعد الدين العثماني رئيساً للحكومة المغربية خلفاً لعبد الإله بن كيران.
- 2023 - صدور مذكرة اعتقال للرئيس الروسي فلاديمير بوتين ومفوضة حقوق الطفل ماريا لفوفا بيلوفا من المحكمة الجنائية الدولية، في إطار تحقيقات المحكمة في أوكرانيا.
- 2025 - مقتل أكثر من 400 مدني فلسطيني من بينهم أطفال في هجمات لجيش الاحتلال الإسرائيلي فيما يُعد انتهاكًا لوقف إطلاق النار في غزة.

## مواليد
- 1473 - جيمس الرابع، ملك اسكتلندا.
- 1834 - غوتليب دايملر، مهندس وصناعي ألماني.
- 1853 - كريستيان دوبلر، عالم فيزياء نمساوي.
- 1881 - فالتر هس، عالم فيزيولوجيا سويسري حاصل على جائزة نوبل في الطب عام 1949
- 1892 - سيد درويش، مطرب مصري.
- 1910 - إلهام حسين، ممثلة مصرية.
- 1920 - مجيب الرحمن مؤسس جمهورية بنغلاديش وأول رئيس لها.
- 1921 - مائير عاميت، قائد عسكري إسرائيلي.
- 1923 - صلاح منصور، ممثل مصري.
- 1925 - رينيه معوض، رئيس الجمهورية اللبنانية التاسع.
- 1938 - موفق بهجت، مغني سوري.
- 1939 - أبو بكر سالم، مغني سعودي.
- 1942 - سيف عبد الرحمن، ممثل مصري.
- 1949 - بات رايس، لاعب ومدرب كرة قدم أيرلندي شمالي.
- 1951 - كيرت راسل، ممثل أمريكي.
- 1955 - غاري سينيز، ممثل أمريكي.
- 1964 - روب لوو، ممثل أمريكي.
- 1972 -
  - ميا هام، لاعبة كرة قدم أمريكية.
  - أحمد فهمي، مغني وممثل مصري.
- 1976 - ألفارو ريكوبا، لاعب كرة قدم أوروغواني.
- 1981 - ثروت جيتن، لاعب كرة قدم تركي.
- 1982 - ستيفن بينار، لاعب كرة قدم جنوب أفريقي.
- 1985 - دينا الشربيني، ممثلة مصرية.
- 1986 -
  - أوليسيا رولين، ممثلة أمريكية.
  - إدين دجيكو، لاعب كرة قدم بوسني.
- 1987 - فدريكو فازيو، لاعب كرة قدم أرجنتيني.
- 1987 - ايمانويل ساندرز، لاعب كرة القدم أمريكي.
- 1988 - راسموس إيلم، لاعب كرة قدم سويدي.
- 1988 - فريزر فورستر، لاعب كرة قدم إنجليزي.
- 1989 - شينجي كاغاوا، لاعب كرة قدم ياباني.
- 1997 - كاتي ليدكي، سباحة أمريكية.

## وفيات
- 1782 - دانييل برنولي، عالم رياضيات سويسري.
- 1893 - جول فيري، سياسي فرنسي.
- 1930 - فؤاد أرسلان، سياسي لبناني.
- 1937 - أوستن تشامبرلين، سياسي بريطاني حاصل على جائزة نوبل للسلام عام 1925.
- 1956 - إيرين جوليو-كوري، عالمة كيمياء فرنسية حاصلة على جائزة نوبل في الكيمياء عام 1935.
- 1969 - أبو السعود الإبياري، مؤلف مصري.
- 1977 - عبد العزيز علي فرج، قارئ مصري.
- 1983 - هالدان هارتلاين، عالم فيزيولوجيا أمريكي حاصل على جائزة نوبل في الطب عام 1967.
- 1993 - أحمد لوكسر، ممثل مصري.
- 1994 - جابر العلي السالم الصباح، وزير كويتي سابق.
- 1998 - عبد الحفيظ التطاوي، ممثل مصري.
- 2002 - إبراهيم جاسم البحوه، دبلوماسي كويتي.
- 2003 - ثروت أباظة، روائي مصري.
- 2005 - سيف النصر بن سعود بن عبد العزيز آل سعود، أمير سعودي.
- 2005 - جورج كينان، سياسي أمريكي.
- 2012 - شنودة الثالث، بابا وبطريرك الكنيسة القبطية الأرثوذكسية.
- 2016 -
  - بندر بن سعود بن عبد العزيز آل سعود، أمير سعودي.
  - باول دانيلز، ساحر ومقدم برامج تلفزيونية بريطاني.
- 2021 -
  - ميادة بسيليس، مطربة سورية.
  - جون بومبيه ماغوفولي، سياسي تنزاني، شغل منصب رئيس بلاده الخامس.
- 2025 - أبو إسحاق الحويني، عالم ومحدِّث سنِّي وداعية مصري.
- 2025 - أبو حمزة٬ المتحدث الرسمي باسم سرايا القدس.

## أعياد ومناسبات
- يوم القديس باتريك في أيرلندا.

## وصلات خارجية
- وكالة الأنباء القطريَّة: حدث في مثل هذا اليوم.
- النيويورك تايمز: حدث في مثل هذا اليوم.
- BBC: حدث في مثل هذا اليوم.